# Mallochia pyralidis
Mallochia pyralidis är en stekelart som beskrevs av Robert A.Wharton 1985. Mallochia pyralidis ingår i släktet Mallochia och familjen brokparasitsteklar. Inga underarter finns listade i Catalogue of Life.